# Ettore Monacci
Ettore Monacci, italijanski general, * 1892, † 1977.